# Manchester (album Negatywu)
Manchester – trzeci album mysłowickiej grupy Negatyw. 
Jest inny od poprzednich, bardziej odważny, zawiera więcej gitarowych solówek. Wciąż jednak definiowany jest w dawnym klimacie alternatywy, grunge'u i rock and rolla. Zespół zmienił wydawcę, Warner Music Group wycofał się z Polski i muzycy podpisali kontrakt z Polskim Radiem. Płyta zawiera 11 piosenek, wydano z niej single Alone (klip z Wielkiej Brytanii) i Nie udawaj. Piosenka Terroryści mówi o zamachach w Biesłanie i Londynie, Dylan Carlson kwestionuje zabójstwo Kurta Cobaina, a Manchester zaprzecza twierdzeniu, że Mysłowice to polski Manchester. Czerwone tulipany radio grało w dzień kobiet, czyli 8 marca.

## Lista utworów
1. "Mam lęk wysokości" - 4:01
2. "Na śmierć" - 4:30
3. "Nie udawaj" - 2:47
4. "Zatańcz" - 4:11
5. "Alone" - 3:21
6. "Dylan Carlson" - 4:14
7. "Manchester" - 4:30
8. "Alaska" - 3:35
9. "Jutro" - 4:36
10. "Czerwone tulipany" - 3:59
11. "Terroryści" - 8:05

## Skład
- Gitara - Afgan Gąsior, Darek Kowolik, Mietall Waluś
- Bas - Krystian Różycki
- Keyboard - Darek Kowolik, Marcin Gajko
- Perkusja - Rafał Pożoga
- Wokal - Mietall Waluś
- Chórki - Darek Kowolik, Marcin Gajko
- Muzyka - Darek Kowolik (1, 2, 4, 5, 7, 8), Mietall Waluś (3, 6, 9, 10, 11)
- Słowa - Mietall Waluś
- Producent – Leszek Biolik, Leszek Kamiński
- programowanie - Andrzej Rajski, Darek Kowolik
- nagrywanie, miksowanie - Marcin Gajko
- mastering - Leszek Kamiński